# República de Hawái
La República de Hawái fue el nombre formal o periodo de Hawái a partir de 1894 hasta 1898 cuando estaba constituida oficial y formalmente como una república.
El período de la República ocurrió entre la administración del Gobierno provisional de Hawái que se terminó el 4 de julio de 1894 y la adopción de la Resolución Newlands que marca el final del país cuando la República considera conveniente su anexión a los Estados Unidos  como "Territorio de Hawái" el 7 de julio de 1898.

## Establecimiento de la República
En 1887, los miembros del Partido Reformista de Hawái obligaron al Rey a aceptar una nueva constitución que limitaba el poder constitucional del monarca según lo definido por la Constitución de 1864. La Constitución de 1887, también llamada Constitución Bayoneta por las amenazas utilizadas para asegurar la aprobación del rey, fue promulgada sin aprobación legislativa, dejando al monarca como figura decorativa.
En 1893 más de 1 000 hombres locales armados llevaron a cabo un golpe de Estado contra el monarca dirigido por ricos plantadores de azúcar y empresarios. No hubo derramamiento de sangre ya que la fuerza armada real no resistió. El Comité de Seguridad formó un Gobierno Provisional temporal de Hawái. Los líderes del golpe tenían fuertes lazos económicos con los Estados Unidos y querían unirse a ese país, para que Japón no tomara el control del territorio. La anexión se retrasó por dos peticiones con más de 20 000 firmas que representaban más de la mitad de la población nativa de Hawái y porque el presidente de los Estados Unidos, Cleveland, se opuso a la anexión. La reina misma se instaló en Washington para presionar por su restauración.
El presidente Grover Cleveland, un demócrata opuesto a la expansión estadounidense, envió un investigador que escribió el Informe Blount. El informe concluyó que el ministro Stevens había manipulado y orquestado la revuelta. Cleveland decidió que Estados Unidos debería restaurar a la reina; pidió la renuncia de Dole; sin embargo, Dole ignoró la solicitud. El Senado de los Estados Unidos celebró audiencias con respecto a otro informe llamado Morgan, que socavaba las afirmaciones del Informe Blount. La opinión pública en los Estados Unidos favoreció la anexión. En mayo de 1894, el Senado de los Estados Unidos aprobó por unanimidad una resolución que se oponía a la restauración de la reina, se oponía a la intrusión en los asuntos del gobierno de Dole y se oponía a la acción estadounidense que podría conducir inmediatamente a la anexión. Acto seguido, el presidente Cleveland dejó el tema, dejando que la República de Hawái se las arreglara por sí misma.
- Datos: Q1057542
- Multimedia: Republic of Hawaii / Q1057542